# Дженкс, Кара
Ка́ра Дженкс (англ. Kara Janx), урождённая — Дженкело́виц (англ. Jankelowitz; 15 июня 1976, Йоханнесбург, ЮАР) — южноафриканский модельер.

## Биография
Кара Джанкеловиц родилась 15 июня 1976 года в Йоханнесбурге (ЮАР). После получения степени в области архитектуры Кара переехала в Нью-Йорк (штат Нью-Йорк, США).
Наиболее известна как участница 2-го сезона реалити-шоу «Проект Подиум», который транслировался с декабря 2005 по март 2006 года.
С 14 января 2007 года Кара замужем за работником в области недвижимости Шэроном Сохайегом. У супругов есть двое детей — дочь Дилан Сохайег (род.12.11.2007) и сын Ноэм Сохайег (род.05.06.2009).